# Publius Decius Mus (konsul 340 f.Kr.)
Publius Decius Mus den äldre tillhörde den plebejiska släkten Decius i Rom och var konsul år 340 f.Kr. tillsammans med Titus Manlius Imperiosus Torquatus.
Han är särskilt känd för att frivilligt ha offrat sitt eget liv och därigenom räddat sin här i slaget vid Veseris under det latinska kriget.